# 1970-es Formula–1 holland nagydíj
Az 1970-es Formula–1 világbajnokság ötödik futama a holland nagydíj volt.

## Futam
A holland nagydíjra a McLaren három új versenyzőt nevezett. Peter Gethin és Dan Gurney mellett Andrea de Adamich is részt vett a nagydíjon, Alfa Romeo motorral. A Lotusnál ezúttal mindkét versenyző megkapta az új 72-est. A Ferrari ismét két versenyzővel nevezett, leszerződtették a svájci Clay Regazzonit. Rindt az új Lotusszal megszerezte az első helyet Stewart és Ickx előtt.
Amon a startnál a rajtrácson maradt, de nem történt baleset. A harmadik körben Rindt az élre állt, majd Oliver Stewart megelőzésével harmadiknak jött fel. Regazzzoni az első körökben megelőzte Beltoise-t, Courage-t és Milest, ezzel a hatodik helyre jött fel. Piers Courage Miles megelőzése után a 23. körben balesetet szenvedett. De Tomasója egy póznának ütközött, felborult. Courage nem tudott kiszabadulni a kigyulladt autóból, 19 napon belül ő volt a második F1-es versenyző, aki meghalt. A verseny folytatódott, Rindt végig az élen maradt. Ickx defektet kapott és visszaesett a mezőnyben, a második helyre így Stewart került. A belga végül visszaküzdötte magát a harmadik helyre, a csapattárs Regazzoni elé. Rindt a Lotus 72-es első győzelmét szerezte meg.
| Helyezés | #  | Versenyző            | Csapat/Motor       | Futott körök | Idő/Kiesés oka   | Rajthely | Pontszám |
| -------- | -- | -------------------- | ------------------ | ------------ | ---------------- | -------- | -------- |
| 1        | 10 | Jochen Rindt         | Lotus-Ford         | 80           | 1h50:43,41       | 1        | 9        |
| 2        | 5  | Jackie Stewart       | March-Ford         | 80           | + 30:00          | 2        | 6        |
| 3        | 25 | Jacky Ickx           | Ferrari            | 79           | + 1 kör          | 3        | 4        |
| 4        | 26 | Clay Regazzoni       | Ferrari            | 79           | + 1 kör          | 6        | 3        |
| 5        | 23 | Jean-Pierre Beltoise | Matra              | 79           | + 1 kör          | 10       | 2        |
| 6        | 16 | John Surtees         | McLaren-Ford       | 79           | + 1 kör          | 14       | 1        |
| 7        | 12 | John Miles           | Lotus-Ford         | 78           | + 2 kör          | 8        |          |
| 8        | 24 | Henri Pescarolo      | Matra              | 78           | + 2 kör          | 13       |          |
| 9        | 22 | Ronnie Peterson      | March-Ford         | 78           | + 2 kör          | 16       |          |
| 10       | 1  | Pedro Rodríguez      | BRM                | 77           | + 3 kör          | 7        |          |
| 11       | 18 | Jack Brabham         | Brabham-Ford       | 76           | + 4 kör          | 12       |          |
| HN       | 15 | Graham Hill          | Lotus-Ford         | 71           | Helyezés nélkül  | 20       |          |
| Kiesett  | 6  | François Cevert      | March-Ford         | 31           | Motorhiba        | 15       |          |
| Kiesett  | 3  | George Eaton         | BRM                | 26           | Olajszivárgás    | 18       |          |
| Kiesett  | 2  | Jackie Oliver        | BRM                | 23           | Motorhiba        | 5        |          |
| Kiesett  | 4  | Piers Courage        | De Tomaso-Ford     | 22           | Végzetes baleset | 9        |          |
| Kiesett  | 9  | Jo Siffert           | March-Ford         | 22           | Motorhiba        | 17       |          |
| Kiesett  | 20 | Peter Gethin         | McLaren-Ford       | 18           | Baleset          | 11       |          |
| Kiesett  | 32 | Dan Gurney           | McLaren-Ford       | 2            | Motorhiba        | 19       |          |
| Kiesett  | 8  | Chris Amon           | March-Ford         | 1            | Kuplung          | 4        |          |
| NK       | 21 | Andrea de Adamich    | McLaren-Alfa Romeo |              |                  |          |          |
| NK       | 19 | Rolf Stommelen       | Brabham-Ford       |              |                  |          |          |
| NK       | 31 | Pete Lovely          | Lotus-Ford         |              |                  |          |          |
| NK       | 29 | Silvio Moser         | Bellasi-Ford       |              |                  |          |          |

## Statisztikák
Vezető helyen:
- Jacky Ickx: 2 (1-2)
- Jochen Rindt: 78 (3-80)

Jochen Rindt 3. győzelme, 8. pole-pozíciója, Jacky Ickx 4. leggyorsabb köre.
- Lotus 38. győzelme.

Clay Regazzoni, Peter Gethin és François Cevert első versenye.